# Paral·lel
|  | Per a altres significats, vegeu «Avinguda del Paral·lel». |

Els paral·lels són unes línies imaginàries paral·leles entre elles que donen la volta a la terra i són perpendiculars a l'eix de gir de la Terra. Sobre aquestes línies es mesura la latitud, que pot variar entre els 90°Nord i els 90° Sud. Es mesura en graus (°), minuts (′) i segons (″) cap al nord (hemisferi nord) o el sud (hemisferi sud) de l'equador.

## Paral·lels comuns
- Equador o línia equatorial: Encara que pròpiament dit per definició no és un paral·lel, sinó la línia de referència de tots els altres plans les interseccions amb la superfície terrestre són  paral·lels  a ell, es considera com a tal. Correspon llavors al cercle màxim, perpendicular a l'eix de rotació terrestre i equidistant dels pols geogràfics Nord i Sud. De tots els paral·lels, el pla que l'inclou (anomenat pla equatorial) és l'únic que passa pel centre del planeta. L'equador es pren com a referència o origen per expressar la latitud d'un punt qualsevol dels hemisferis, per la qual cosa se'l coneix també com paral·lel zero (0°).

- Tròpic de Càncer: paral·lel situat a 23° 26′ 22″ (aproximant 23° 30′ o 23,5°) de latitud de l'hemisferi Nord. Correspon al punt més septentrional de la Terra on els raigs solars arriben perpendicularment (està en el zenit d'aquest punt) durant la seva translació anual en òrbita al voltant del Sol, esdeveniment que succeeix durant el solstici d'estiu d'aquest hemisferi, és a dir, aproximadament el 22 de juny de cada any. Rep aquest nom perquè en l'Antiguitat en aquesta data el Sol, vist per un observador terrestre, començava el seu pas per la constel·lació del Cranc, anomenada Cancer en llatí. A causa de la precessió dels equinoccis, avui el Sol és a la constel·lació de Taure el dia del solstici de juny.

- Tròpic de Capricorn: paral·lel situat a 23° 26′ 22″ (aproximant 23° 30′ o 23,5°) de latitud de l'hemisferi Sud. Correspon al punt més meridional de la Terra on els raigs del Sol arriben perpendicularment (està sobre el zenit d'aquest punt) durant la translació anual en òrbita al voltant del Sol, esdeveniment que succeeix durant el solstici d'estiu d'aquest hemisferi, és a dir, aproximadament el 22 de desembre de cada any. Rep aquest nom perquè en l'Antiguitat en aquesta data el Sol, vist per un observador terrestre, començava el seu pas per la constel·lació de Capricorn. A causa de la precessió dels equinoccis, avui el Sol és a la constel·lació del Serpentari el dia del solstici de desembre.

- Cercle polar àrtic: paral·lel situat a 66° 33′ 38″ (aproximant 66° 30′ o 66,5°) de latitud Nord. Correspon al punt més austral de l'hemisferi Nord de la Terra on no arriben els raigs solars durant la translació anual del planeta en òrbita al voltant del Sol, succés que es presenta en el solstici d'hivern d'aquest hemisferi, aproximadament el 22 de desembre de cada any.

- Cercle polar antàrtic: paral·lel situat a 66° 33′ 38″ (aproximant 66° 30′ o 66,5°) de latitud de l'hemisferi Sud. Correspon al punt més boreal de l'hemisferi sud de la Terra on no arriben els raigs solars durant la translació anual del planeta en òrbita al voltant del Sol, esdeveniment que es presenta en el solstici d'hivern d'aquest hemisferi, aproximadament el 22 de juny de cada any.

Els paral·lels notables demarcació zones climàtiques de la Terra que es coneixen com a zones geoastronòmiques.

### Situació (per Estats) dels encreuaments entre paral·lels i meridians múltiples de 10
|      | 150ºO        | 140ºO        | 130ºO        | 120ºO  | 110ºO        | 100ºO        | 90ºO         | 80ºO         | 70ºO         | 60ºO      | 50ºO      | 40ºO   | 30ºO   |      |
| 80ºN |              |              |              |        |              |              | Canadà       | Canadà       | Canadà       |           |           |        |        | 80ºN |
| 70ºN | Estats Units | Estats Units |              | Canadà |              | Canadà       |              |              |              | Canadà    |           |        |        | 70ºN |
| 60ºN | Estats Units | Estats Units | Estats Units | Canadà | Canadà       | Canadà       | Canadà       |              |              | Canadà    |           |        |        | 60ºN |
| 50ºN |              |              |              |        | Canadà       | Canadà       | Canadà       | Canadà       | Canadà       | Canadà    |           |        |        | 50ºN |
| 40ºN |              |              |              |        | Estats Units | Estats Units | Estats Units | Estats Units | Estats Units |           |           |        |        | 40ºN |
| 30ºN |              |              |              |        |              | Mèxic        | Estats Units | Estats Units |              |           |           |        |        | 30ºN |
| 20ºN |              |              |              |        |              |              | Mèxic        | Mèxic        |              |           |           |        |        | 20ºN |
| 10ºN |              |              |              |        |              |              |              |              |              | Veneçuela |           |        |        | 10ºN |
| 0°   |              |              |              |        |              |              |              |              | Equador      | Brasil    | Brasil    | Brasil |        | 0°   |
| 10ºS |              |              |              |        |              |              |              |              |              | Brasil    | Brasil    | Brasil | Brasil | 10ºS |
| 20ºS |              |              |              |        |              |              |              |              |              | Xile      | Paraguai  | Brasil |        | 20ºS |
| 30ºS |              |              |              |        |              |              |              |              |              | Xile      | Argentina |        |        | 30ºS |
| 40ºS |              |              |              |        |              |              |              |              |              | Argentina |           |        |        | 40ºS |
| 50ºS |              |              |              |        |              |              |              |              |              | Argentina |           |        |        | 50ºS |
|      | 150ºO        | 140ºO        | 130ºO        | 120ºO  | 110ºO        | 100ºO        | 90ºO         | 80ºO         | 70ºO         | 60ºO      | 50ºO      | 40ºO   | 30ºO   |      |

|      | 10ºO       | 0°      | 10ºE     | 20ºE       | 30ºE       | 40ºE           | 50ºE           | 60ºE         | 70ºE        | 80ºE       | 90ºE   | 100ºE     | 110ºE  | 120ºE     | 130ºE     | 140ºE     | 150ºE  |      |
| 60ºN |            |         | Noruega  |            |            | Rússia         | Rússia         | Rússia       | Rússia      | Rússia     | Rússia | Rússia    | Rússia | Rússia    | Rússia    | Rússia    | Rússia | 60ºN |
| 50ºN |            |         | Alemanya | Polònia    | Ucraïna    | Rússia         | Kazakhstan     | Kazakhstan   | Kazakhstan  | Kazakhstan | Rússia | Mongòlia  | Rússia | Xina      | Rússia    | Rússia    |        | 50ºN |
| 40ºN |            | Espanya |          | Albània    | Turquia    | Turquia        |                | Turkmenistan | Kirguizstan | Xina       | Xina   | Xina      | Xina   |           |           |           |        | 40ºN |
| 30ºN |            | Algèria | Líbia    | Líbia      | Egipte     | Aràbia Saudita |                | Iran         | Pakistan    | Índia      | Xina   | Xina      | Xina   | Xina      |           |           |        | 30ºN |
| 20ºN | Mauritània | Mali    | Níger    | Txad       | Sudan      |                | Aràbia Saudita |              |             |            |        | Tailàndia |        |           |           |           |        | 20ºN |
| 10ºN | Guinea     | Ghana   | Nigèria  | Txad       | Sudan      | Etiòpia        | Somàlia        |              |             |            |        |           |        |           |           |           |        | 10ºN |
| 0°   |            |         | Gabon    | RD Congo   | Uganda     | Kenya          |                |              |             |            |        |           |        |           |           |           |        | 0°   |
| 10ºS |            |         |          | Angola     | Zàmbia     |                |                |              |             |            |        |           |        |           |           |           |        | 10ºS |
| 20ºS |            |         |          | Namíbia    | Zimbàbue   |                |                |              |             |            |        |           |        | Austràlia | Austràlia | Austràlia |        | 20ºS |
| 30ºS |            |         |          | Sud-àfrica | Sud-àfrica |                |                |              |             |            |        |           |        | Austràlia | Austràlia | Austràlia |        | 30ºS |
|      | 10ºO       | 0°      | 10ºE     | 20ºE       | 30ºE       | 40ºE           | 50ºE           | 60ºE         | 70ºE        | 80ºE       | 90ºE   | 100ºE     | 110ºE  | 120ºE     | 130ºE     | 140ºE     | 150ºE  |      |

### Llocs més propers als encreuaments entre paral·lels i els meridians múltiples de 10
|      | 150ºO                          | 140ºO                       | 130ºO                       | 120ºO                                        | 110ºO                                    | 100ºO                                         | 90ºO                           | 80ºO                                       | 70ºO                                    | 60ºO                                | 50ºO                               | 40ºO                                    | 30ºO               |      |
| 80ºN |                                |                             |                             |                                              |                                          |                                               | Illa Meighen Nunavut Canadà    | Illa Axel Helberg Nunavut Canadà           | Eureka Nunavut Canadà                   |                                     |                                    |                                         |                    | 80ºN |
| 70ºN | Wainwright Alaska Estats Units | Nuiqsut Alaska Estats Units |                             | Riu Anderson Territoris del Nord-oest Canadà |                                          | Cambridge Bay Territoris del Nord-oest Canadà |                                |                                            |                                         | Riu Clyde Nunavut Canadà            |                                    |                                         |                    | 70ºN |
| 60ºN | Twin Hills Alaska Estats Units | Seward Alaska Estats Units  | Yakutat Alaska Estats Units | Rancheria (YT) Colúmbia Britànica Canadà     | Riu Steen (AB) Colúmbia Britànica Canadà | Camsell Portage (SK) Alberta Canadà           | Fort Hall Manitoba Canadà      |                                            |                                         | Kangirsuk Quebec Canadà             |                                    |                                         |                    | 60ºN |
| 50ºN |                                |                             |                             |                                              | Llac Douglas Colúmbia Britànica Canadà   | Walsh (AB) Saskatchewan Canadà                | Forrest Manitoba Canadà        | Allan Water Ontario Canadà                 | Gardiner Ontario Canadà                 | Lac-au-Brochet Quebec Canadà        |                                    |                                         |                    | 50ºN |
| 40ºN |                                |                             |                             |                                              | Doyle Califòrnia Estats Units            | Myton Utah Estats Units                       | Hendley Kansas Estats Units    | Tallula (Menard) Illinois Estats Units     | Fredericktown Pennsilvània Estats Units |                                     |                                    |                                         |                    | 40ºN |
| 30ºN |                                |                             |                             |                                              |                                          | El Àlamo Sonora Mèxic                         | Rocksprings Texas Estats Units | Arabi (St. Bernard) Louisiana Estats Units |                                         |                                     |                                    |                                         |                    | 30ºN |
| 20ºN |                                |                             |                             |                                              |                                          |                                               | Solís D.F. Mèxic               | Humpeskin Campeche Mèxic                   |                                         |                                     |                                    |                                         |                    | 20ºN |
| 10ºN |                                |                             |                             |                                              |                                          |                                               |                                |                                            |                                         | San Isidro Lara Veneçuela           |                                    |                                         |                    | 10ºN |
| 0°   |                                |                             |                             |                                              |                                          |                                               |                                |                                            | Pata de Pájaro Manabí Equador           | Bela Vista Amazones Brasil          | Jundiá (Roraima) Amazones Brasil   | Piri Grande Pará Brasil                 |                    | 0°   |
| 10ºS |                                |                             |                             |                                              |                                          |                                               |                                |                                            |                                         | Ulbio Acre Brasil                   | Joaquim Antônio Mato Grosso Brasil | Marianópolis do T. Tocantins Brasil     | Volta Bahia Brasil | 10ºS |
| 20ºS |                                |                             |                             |                                              |                                          |                                               |                                |                                            |                                         | Negreiros Tarapacá Xile             | Agua Dulce Alt P. Paraguai         | São João do Marinheiro São Paulo Brasil |                    | 20ºS |
| 30ºS |                                |                             |                             |                                              |                                          |                                               |                                |                                            |                                         | Aguas del Volcán Coquimbo Xile      | Alejandra Santa Fe Argentina       |                                         |                    | 30ºS |
| 40ºS |                                |                             |                             |                                              |                                          |                                               |                                |                                            |                                         | Piedra del Águila Neuquén Argentina |                                    |                                         |                    | 40ºS |
| 50ºS |                                |                             |                             |                                              |                                          |                                               |                                |                                            |                                         | Rincón Grande Santa Cruz Argentina  |                                    |                                         |                    | 50ºS |
|      | 150ºO                          | 140ºO                       | 130ºO                       | 120ºO                                        | 110ºO                                    | 100ºO                                         | 90ºO                           | 80ºO                                       | 70ºO                                    | 60ºO                                | 50ºO                               | 40ºO                                    | 30ºO               |      |

|      | 10ºO                     | 0°                                                | 10ºE                                   | 20ºE                                          | 30ºE                               | 40ºE                            | 50ºE                                    | 60ºE                                           | 70ºE                                | 80ºE                              | 90ºE                               | 100ºE                                     | 110ºE                              | 120ºE                         | 130ºE                            | 140ºE                                   | 150ºE                                   |      |
| 60ºN |                          |                                                   | Vikersund Buskerud Noruega             |                                               |                                    | Ivanchino Vologodskaya Rússia   | Chut Komi Rússia                        | Grigor'yevka Sverdlovskaya Rússia              | Bobrovskiy Khanty-Mansiyskiy Rússia | Kiyevskiy Tomskaya Rússia         | Novyy Gorodok Krasnoyarskiy Rússia | Zimov'ye Kezhemskoye Krasnoyarskiy Rússia | Lyuksini Sakha (Yakutiya) Rússia   | Tokko Sakha (Yakutiya) Rússia | Barylay Sakha (Yakutiya) Rússia  | Yudoma-Krestovskaya Khabarovskiy Rússia | Temp Magadanskaya Rússia                | 60ºN |
| 50ºN |                          |                                                   | Arnstein-Schwebenried Baviera Alemanya | Kraków-Rząka Małopolskie Polònia              | Palyanichintcy Kyyivs'ka Ucraïna   | Ivanovka Voronezhskaya Rússia   | Beysterek Batys Qazaqstan Kazakhstan    | Pyantnadtsat'Let Kazakhstana Aqtöbe Kazakhstan | Nurinskiy Pyatyy Aqmola Kazakhstan  | Mukyr Shyghys Qzaqstan Kazakhstan | Kyzyl-Khaya Tyva Rússia            | Manhan Hövsgöl Mongòlia                   | Ust'-Uvalistaya Chitinskaya Rússia | Xabart Nèi Měnggǔ Xina        | Bakhirevo Amurskaya Rússia       | Muli-Datta Khabarovskiy Rússia          |                                         | 50ºN |
| 40ºN |                          | Castelló de la Plana Comunitat Valenciana Espanya |                                        | Vergo Delvinë Albània                         | Demirköy Bilecik Turquia           | Otlukbeli Erzincan Turquia      |                                         | Mirzachirla (Ahal) Daşoguz Turkmenistan        | Margun Batken Kirguizstan           | Yarkotan Xīnjiāng Xina            | Koxlangza Xīnjiāng Xina            | Hongliuyuan Nèi Měnggǔ Xina               | Erzihao Nèi Měnggǔ Xina            |                               |                                  |                                         |                                         | 40ºN |
| 30ºN |                          | Oulad Alach Adrar Algèria                         | Tfalfalt Nälüt Líbia                   | Marsā al-Burayqa al-Wāhāt Líbia               | Izbat Kafr Dāwūd al-Buhayra Egipte | al-Fiyād al-Jawf Aràbia Saudita |                                         | Chāh-e Šand Sīstān va Balūchestān Iran         | Rahni (Balochistān) Punjab Pakistan | Sāma Uttarakhand Índia            | Gardê Xīzàng (Tibet) Xina          | Reshuitang Sìchuān Xina                   | Meijiaping Húběi Xina              | Dayuan Zhèjiāng Xina          |                                  |                                         |                                         | 30ºN |
| 20ºN | Ouadane Adrar Mauritània | Timétrine Kidal Mali                              | Inignaouen Agadez Níger                | Ounianga Kébir Borkou & Ennedi & Tibesti Txad | Arduan al-Šamāliyya Sudan          |                                 | al-Kharkhayr al-Šarqiyya Aràbia Saudita |                                                |                                     |                                   |                                    | Ban Dong Phawan Chiang Rai Tailàndia      |                                    |                               |                                  |                                         |                                         | 20ºN |
| 10ºN | Bananko Kankan Guinea    | Mbosumbo Nord Ghana                               | Birim Bauchi Nigèria                   | Bir el Rhala Salamat Txad                     | Lilang al-Wahda Sudan              | Abombsa Āmara Etiòpia           | Angorti Dalmadot Bari Somàlia           |                                                |                                     |                                   |                                    |                                           |                                    |                               |                                  |                                         |                                         | 10ºN |
| 0°   |                          |                                                   | Tornebeim Estuaire Gabon               | Songo Equador RD Congo                        | Kahendero Oest Uganda              | Garissa Nord-est Kenya          |                                         |                                                |                                     |                                   |                                    |                                           |                                    |                               |                                  |                                         |                                         | 0°   |
| 10ºS |                          |                                                   |                                        | Luete Lunda Sud Angola                        | Sunkutu Nord Zàmbia                |                                 |                                         |                                                |                                     |                                   |                                    |                                           |                                    |                               |                                  |                                         |                                         | 10ºS |
| 20ºS |                          |                                                   |                                        | Tsumkwe Otjozondjupa Namíbia                  | Chikomo Terres del Mig Zimbàbue    |                                 |                                         |                                                |                                     |                                   |                                    |                                           |                                    | Pardoo A. Oest Austràlia      | Tanami Territoris Nord Austràlia | Kajabbi Queensland Austràlia            |                                         | 20ºS |
| 30ºS |                          |                                                   |                                        | Brandvlei Cap Nord Sud-àfrica                 | Masameni KwaZulu-Natal Sud-àfrica  |                                 |                                         |                                                |                                     |                                   |                                    |                                           |                                    | Ularring A. Oest Austràlia    | Cook A. Sud Austràlia            | Akaroola Village A. Sud Austràlia       | Couradda Nova Gal·les del Sud Austràlia | 30ºS |
|      | 10ºO                     | 0°                                                | 10ºE                                   | 20ºE                                          | 30ºE                               | 40ºE                            | 50ºE                                    | 60ºE                                           | 70ºE                                | 80ºE                              | 90ºE                               | 100ºE                                     | 110ºE                              | 120ºE                         | 130ºE                            | 140ºE                                   | 150ºE                                   |      |

## Curiositats
El traçat de l'Avinguda Paral·lel de Barcelona coincideix amb el paral·lel terrestre 41° 22′ 34″ nord i és perpendicular a l'Avinguda Meridiana, que segueix el traçat d'un meridià terrestre.